# Floribundaria schenckii
Floribundaria schenckii là một loài Rêu trong họ Meteoriaceae. Loài này được Cardot mô tả khoa học đầu tiên năm 1913.